# Великий сплеск (фільм)
«Великий сплеск» (англ. A Bigger Splash) — італійсько-французький драматичний фільм-трилер, знятий Лукою Гуаданьїно. Світова прем'єра стрічки відбулась 6 вересня 2015 року на Венеційському міжнародному кінофестивалі, а в Україні — 31 березня 2016 року. Фільм розповідає про Маріанну та Пола, які відпочивають на півдні Італії, де їх спокій порушує колишній коханець Маріанни разом зі своєю дорослою донькою.

## У ролях
- Тільда Свінтон — Маріанна Лейн
- Матіас Шонартс — Пол Де Смедт
- Рейф Файнс — Гаррі Гоукс
- Дакота Джонсон — Пенелопа Ланьє

## Нагороди й номінації
| Список нагород і номінацій              | Список нагород і номінацій | Список нагород і номінацій             | Список нагород і номінацій | Список нагород і номінацій | Список нагород і номінацій |
| Кінопремія                              | Дата церемонії             | Категорія                              | Номінант(и)                | Результат                  | Дж                         |
| --------------------------------------- | -------------------------- | -------------------------------------- | -------------------------- | -------------------------- | -------------------------- |
| Венеційський кінофестиваль              | 12 вересня 2015            | Найкращий фільм                        | «Великий сплеск»           | Номінація                  | [ 2 ]                      |
| Венеційський кінофестиваль              | 12 вересня 2015            | Нагорода «Green Drop»                  | «Великий сплеск»           | Номінація                  | [ 2 ]                      |
| Венеційський кінофестиваль              | 12 вересня 2015            | Нагорода Soundtrack Stars              | «Великий сплеск»           | Перемога                   | [ 2 ]                      |
| Венеційський кінофестиваль              | 12 вересня 2015            | Найкращий інноваційний бюджетний фільм | «Великий сплеск»           | Перемога                   | [ 2 ]                      |
| Лес-Аркський європейський кінофестиваль | 2016                       | Кришталева стрілка                     | «Великий сплеск»           | Номінація                  |                            |
| Премія «Незалежний дух»                 | 25 лютого 2017             | Найкращий актор другого плану          | Рейф Файнс                 | Номінація                  | [ 3 ]                      |